# Гілер Беллок
Джозеф Гілер П'єр Рене Беллок (англ. Hilaire Belloc) (27 липня 1870 — 16 липня 1953) — письменник та історик англо-французького походження (з 1902 року підданий Великої Британії). Один з найбільш плідних англійських письменників початку XX століття. Був гарячим прихильником Римо-католицької церкви, що мало великий вплив на більшість його робіт.

## Ранні роки
Беллок народився в Сен-Клу — передмісті Парижа. Батько його був французом, мати — англійкою. Його дитинство пройшло в Англії у селищі Сліндон у Західному Суссексі. Пізніше він буде дуже сумувати за цим місцем. Це відображено у його віршах «Застільна пісня Східного Сассексу (англ. West Sussex Drinking Song)», «Південна країна (англ. The South Country)» і навіть у ще більш меланхолійному «Вітряк на Халнакерському холмі (англ. Ha'nacker Mill)».
Його мати, Елізабет Рейнер Паркс (1829—1925) також була письменницею і правнучкою англійського хіміка Джозефа Прістлі. У 1867 році вона вийшла заміж за повіреного Луїса Беллока, сина французького художника Жана Іллера Беллока. У 1872 році, через 5 років після одруження, Луїс помер, що збіглося з крахом фондового ринку, який повністю розорив сім'ю. Молода вдова з сином, а також зі своєю сестрою Марією повернулися до Англії, де Гілер і провів усе своє дитинство та юність, за винятком періоду військової служби у французькій артилерії.
Після закінчення ораторської школи Джона Генрі Ньюмана у 1891 році Беллок проходив військову службу, як французький громадянин, в артилерійській частині неподалік від Туля. Він був атлетичної статури, мав хорошу витривалість і багато ходив пішки по Англії та континентальній Європі. Коли Беллок упадав за своєю майбутньою дружиною Елоді, то будучи небагатою людиною, пройшов пішки велику частину шляху з Середнього Заходу США до її будинку в північній Каліфорнії, малюючи за невелику плату власників далеких ферм і ранчо, підпрацьовуючи ще й написанням віршів.
Після закінчення військової служби Беллок вступив до коледжу Балліоль в Оксфорді на історичний факультет. Там він здобув свої перші нагороди з історії.

### Захоплення
На початку 1930-х йому подарували старий катер під назвою «Джерсі». На ньому він кілька років плавав у районі Англії з командою помічників. Один із хлопців, що були в його команді, Дермод Маккарті, написав книгу про цей період під назвою «У плаванні з містером Беллоком» (англ. Sailing with Mr Belloc).

### Участь у політичному житті
Випускник 1895 року коледжу Балліоль, Беллок був помітною фігурою Оксфордського університету, будучи президентом ораторської спільноти Оксфордський союз. Політикою він зайнявся після набуття англійського громадянства. Відчутною невдачею для нього був провал на співбесіді для зарахування в члени коледжу 'All Souls'.
З 1906 по 1910 він був членом парламенту від ліберальної партії, балотуючись від округу Південний Салфорд, однак швидко розчарувався в політиці партії.

### Літературна діяльність
Беллок активно займався літературою, причому як прозою, так і поезією. Він працював у тісному співробітництві з Гілбертом Кітом Честертоном і Бернардом Шоу. Його спільна робота з Честертоном дала життя терміну «Честербеллок».
Єдиним періодом роботи Беллока, коли той працював на когось, були 1914—1920 роки; тоді він працював редактором журналу Земля і Вода, який проводив аналіз наслідків Першої світової війни.

### Сім'я
Беллок був братом романістки Марії Аделаїди Беллок Лондес. У 1896 році він одружився з Елоді Хоган, американкою за походженням. У 1906 він купив ділянку з будинком під назвою «Королівська земля» у селі Шиплі, Західний Сассекс, де він прожив практично до самої смерті. У Елоді та Беллока було п'ятеро дітей. У 1914 році Елоді померла від грипу. Його син Луїс загинув у Першій світовій війні. Сам Беллок у 1941 році переніс інсульт, від наслідків якого не зміг оправитися до кінця своїх днів. Гілер Беллок помер 16 липня 1953 в Католицькому госпіталі в Гілдфорді, Суррей. Його поховали на старому кладовищі біля Католицького Вівтаря церкви Святої Діви Марі Утішительки і Св. Франциска у селі Західний Грінстед, недалеко від його будинку в Шиплі. Беллок був постійним парафіянином цієї церкви.
На поминальній службі преподобний Рональд Нокс зазначив, що «жодна людина його часу не билася так відчайдушно за добрі справи».

### Старий грім
Його спосіб і стиль життя цілком узгоджувалися з прізвиськом, яке він дістав у дитинстві — Старий Грім. Один з друзів Беллока, лорд Шеффілд, описує його зухвалу поведінку в передмові до книги  Круїз Нони  (англ. The Cruise of the Nona). 
|  | Час від часу я спостерігав, як він придумував якусь обурливу теорію, щоб розбурхати усю компанію, і насолоджувався суперечкою, повільно відступаючи від непримиренної позиції... Звісно Беллок був необ'єктивним, але з мого оточення мало кого зачіпала його необ'єктивність, і кому не приносило задоволення спостерігати, як він бореться за них, і хто б не поважав його за чесність і за його ентузіазм. Як тільки починалась словесна баталія, увесь арсенал засобів ішов у бій один за одним. Діалектика, насмішки, софізми, епіграми, сарказм, історичні свідчення, беззаперечні докази і моральні почання — усі засоби, у використанні яких він був майстром, йшли у хід, і кожен на своєму місці. Тим не менш, йому було властива чемна і ввічлива поведінка. Будучи дуже чуттєвою людино, він був найдобрішою і найбільш розуміючою натурою, яку я знав. Незважаючи на усю його відчайдушність і пихатість, у ньому не було ні краплі жорстокості; він був спроможним до найбільш чуттєвого співчуття до відчуттів інших людей. Як він сам любив говорити про інших, досить тихо і коротко: «Він - хороша людина. Він попаде у Рай.» |

### У дебатах
Беллок вперше привернув увагу публіки незабаром після прибуття в коледж Балліоль після проходження військової служби. Відвідуючи свої перші дебати Оксфордського Союзу, він звернув увагу на те, як слабо і без ентузіазму захищається одна з сторін. По завершенні дебатів, після заклику до голосування, Беллок встав зі свого місця і експромтом виголосив рішучу промову на підтримку слабкої сторони. Як показав підрахунок голосів, Беллоку вдалося виграти ці дебати і заслужити репутацію прекрасного оратора. Пізніше він був висунутий у президенти Союзу. На дебатах з висунення його противниками були Фредерік Едвін Сміт і Джон Бахен, останній з них був його другом. Сер Джон Саймон, який в той час був в Оксфорді згадує про «… звучний, глибокий голос …», який створював «… незабутнє враження».
Вельми показовою була його суперечка з Гербертом Уеллсом з приводу книги Уеллса «Нариси історії». Будучи досить релігійним, Беллок критикував Уеллса за надмірно науковий підхід до еволюції як природного відбору, який, на думку Беллока, був абсолютно неможливий. Уеллс зазначає, що «Суперечка з містером Беллоком була схожа на перекрикування бурі з градом». У рецензії Беллока на «Нариси історії» було відзначено, що книга Уеллса являє собою об'ємну, добре написану працю, «рівно до появи Людини, яка відбувається в районі сьомої сторінки». Уеллс відповів на це книгою «Містер Беллок заперечує». Беллок, в свою чергу, відповів книгою «Містер Беллок раніше заперечує».
Джордж Култон, дотепний і наполегливий опонент, написав статтю «Містер Беллок про середньовічну історію». Після деякого, досить тривалого періоду ворожості Беллок відповів брошурою «Випадок Доктора Култона», в 1938 році.
Беллока називали одним з Великої Четвірки письменників епохи короля Едуарда VII, поряд з Гербертом Уеллсом, Бернардом Шоу і Гілбертом Честертоном. Усі вони постійно влаштовували дискусії і сперечалися між собою до 1930-х років. (Варто також згадати, що під Великою Четвіркою іноді розуміють Джона Голсуорсі, Арнольда Беннета, Герберта Уеллса і Бернарда Шоу).

## Ремесло письменника
Одного разу, коли Гілері Беллока запитали, чому він написав так багато книг, він відповів: «Тому, що мої діти вічно канючили про ікру і перли».

### Есе і замітки мандрівника
Вже з самого початку письменницької діяльності Беллоку вдалося досягти певних висот. Його книгу «Шлях до Риму» (англ. The Path to Rome) (1902) про подорож пілігрима, яку він здійснив з центральної Франції через Альпи у Рим, постійно перевидавали. Будучи більш епічним, аніж просто замітки мандрівника, «Шлях до Риму» містить описи людей і місць, що зустрічав він по дорозі, художні замальовки, зроблені ручкою і олівцем, а також цей твір є наповненим гумором, поезією і роздумами автора про події того часу. На сторінках книги Беллок постає перед читачем глибоко захопленим і люблячим Європу, причому його глибока Віра надихає його на це все сильніше і сильніше за його словами.
Як есеїст він належав до невеликої, панівної групи популярних письменників (разом з Гілбертом Честертоном, Едвардом Лукасом і Робертом Ліндом). Загалом, іноді Беллок поставав трохи самовпевненим і завзятим поборником Католицької церкви.
В одному з абзаців книги Круїз Нони, коли Беллок сидить на самоті біля штурвалу свого човна під нічним зоряним небом, дуже добре показано його ставлення до католицизму і людства; він пише:

 Це божественне Світло послане на землю помахами крил Віри. 
Оригінальний текст (англ.)
"That golden Light cast over the earth by the beating of the Wings of the Faith."

### Поезія
Його «повчальні казки» — жартівливі вірші з неймовірною мораллю, які прекрасно ілюстрував Базиль Блеквуд, а пізніше — і Едвард Горі — одні з найвідоміших його віршів. Хоча і написані вони для дітей, але як і багато творів Льюїса Керролла, адресовані дорослим: «Про дівчинку Анну, яка для забави плескала дверима і загинула» ( Rebecca, who slammed doors for fun and perished miserably ).
Казка про «Матильду, яка говорила неправду і була спалена» була покладена в основу п'єси Деббі Ізітт «Матильда-брехуха». У чомусь, можна вважати Роальда Даля послідовником Беллока. Але можна сказати, що у Беллока був ширший, а скоріше більш моторошний підхід.
Беллок також відомий завдяки «Сонетам і куплетам» — збірнику, який наслідує ритмічності і мелодійності його віршів для дітей. Поезія Беллока часто релігійна, часто — романтична. Протягом усього «Шляхи до Риму» Беллок пише лише одну нескінченну пісеньку.
Беллок є автором рядків про кулемет «Максим», які часто приписують Редьярду Кіплінгу:

 На кожне питання є чітка відповідь: 
 У нас є «Максим», у них його немає. 
Оригінальний текст (англ.)
[
 Whatever happens, we have got 
 The Maxim gun, and they have not.] Помилка: [undefined] Помилка: {{Lang}}: немає тексту (допомога): текст вже має курсивний шрифт (допомога)

Це останні два рядки з вірша «Сучасний мандрівник» («The Modern Traveller») .

### Історія, політика, економіка
Найбільшу популярність серед публіцистичних робіт Беллока здобули книги «Держава рабів» (англ. The Servile State, 1912), «Європа і Віра» (англ. Europe and Faith, 1920) і «Євреї» (англ. The Jews, 1922) (в якій він заявляв про «загрозу», яку євреї представляють для «білої раси»).
З ранніх років Білок був знайомий з кардиналом Едвардом Генрі Маннінгом, який навернув маму Беллока до католицької віри. Участь Маннінга в Лондонському портовому страйку 1889 року справила велике враження на Беллока і визначила його політичні погляди, зі слів біографа Беллока Роберта Спіейта (англ. Robert Speaight). Сам Беллок описує ці події у книзі «Круїз Нони». Беллок був суворим критиком нестримуваного капіталізму та багатьох аспектів соціалізму.
Разом з Гілбертом Честертоном, Сесілом Честертоном і Артуром Пенті Гілер Беллок займався розробкою соціо-економічної системи — дистрибутизму. У книзі  «Держава рабів»  (англ. The Servile State), яку було написано після закінчення партійної кар'єри Беллока, а також в інших роботах він критикує тогочасний економічний устрій суспільства і парламентську систему, пропонуючи теорію дистрибутизму як альтернативу як капіталізму, так і соціалізму. Беллок вказував, що дистрибутизм має глибокі історичні корені в Європі і що перехід до дистрибутизму — скоріше невеликий крок назад в історичному розвитку. Він закликав до розпуску парламенту і до заміни його зборами представників різних соціальних груп суспільства (що дуже нагадує ідею корпоративізму).
Під впливом цих ідей Беллок написав серію біографій історичних діячів, таких як Олівер Кромвель, Яків II і Наполеон. У цих книгах можна побачити Беллока як яскравого поборника чистого католицизму і як критика багатьох аспектів сучасного світоустрою.
Беллок висловлював велике невдоволення історією як наукою, коли вона «відполірована до блиску» і перетворюється на «офіційне трактування подій».  Ось величезна книга під назвою «Історія середніх віків», Кембридж, том 1. У ній 759 сторінок дрібним шрифтом … Жодного разу на цих сторінках не зустрічається слово Меса. Це ж практично рівносильно написання праці з історії єврейського народу без жодної згадки про Синагога|синагоги або опису історії Великої Британії без єдиного слова «Лондон» чи «флот». ( Листи Гілера Беллока  ( Letters from Hilaire Belloc ), Hollis and Carter, 75). Біограф Беллока, Джозеф Пірс, особливо відзначає невдоволення Беллока на прояви секуляризму у книзі Герберта Уеллса «Нариси історії».
Уеллс, на думку Беллока, є явним противником християнства, оскільки у його «нарисах» для Перської кампанії проти греків приділено набагато більше місця, ніж для опису Ісуса Христа.
Беллок також писав багато на тему історії воєн. У жанрі альтернативної історії він взяв участь у збірці «Якби все сталося інакше» (англ. If It Had Happened Otherwise), 1931, під редакцією сера Джона Сквайра.
Фрідріх Гаєк обрав цитату Беллока «Кoнтроль над створенням багатства - це контроль над самим людським життям» (С.85)
як епіграф до розділу "Економічний контроль і тоталітаризм" у книзі «Шлях до рабства».

## Ставлення до релігії
Одним з найвідоміших висловів Беллока є «Віра в Бога — це Європа, і жити по-європейськи — значить вірити в Бога» (англ. the faith is Europe and Europe is the faith); в цьому вислові сходяться воєдино всі його погляди (ортодоксально — католицькі) і всі його устремління. Такий погляд на віру знайшов відображення в багатьох роботах Беллока в період з 1920 по 1940 роки, багато з яких вважають зразками апологій католицької церкви[джерело?]. У той же час їх піддають критиці, наприклад, при порівнянні з роботами Крістофера Доусона того ж часу.
Беллок згадує про цей набуток своєї віри в одному з розділів «Круїз Нони».
Беллок вірив у перевагу католицизму над усіма іншими релігіями, а католицька церква — це центр і будинок для людської душі.
Якщо дивитися не так серйозно, то його ставлення до католицизму можна передати його ж словами: «Коли у світі світить Католицьке сонце — то навколо і сміх, і любов, і червоне-червоне вино».